# Pretty Woman (comédie musicale)
Pour les articles homonymes, voir Pretty Woman.
Pretty Woman, The Musical est une comédie musicale sur un livret de Garry Marshall et J. F. Lawton. Le spectacle est basé sur le film Pretty Woman sorti en 1990, déjà réalisé par Marshall et écrit par Lawton.
La comédie musicale a été montrée pour la première fois le 13 mars 2018, au James M. Nederlander Theatre de Chicago ; elle a ensuite été transférée à Broadway, au Nederlander Theatre, où elle s'est jouée du 16 août 2018 au 18 août 2019.

## Postulat
Beverly Hills, à la fin des années 80.
Vivian Ward, une jeune prostituée pétillante et vive d'esprit, rencontre un riche et séduisant homme d'affaires, Edward Lewis. Edward engage Vivian comme compagne pendant sept jours. Ce qui était supposé être une simple transaction financière tourne peu à peu à la romance.
Mais la relation de ces âmes-sœurs déplaît à beaucoup... L'amour de Vivan et d'Edward a-t-il seulement une chance de perdurer au-delà de cette semaine idyllique ?

## Distributions anglophones
| Personnage(s)            | Chicago        | Broadway       | West End        | Tournée nord-américaine | Tournée nord-américaine | Tournée anglaise |
| Personnage(s)            | 2018           | 2018 - 2019    | 2020,           | 2021,                   | 2023                    | 2023             |
| ------------------------ | -------------- | -------------- | --------------- | ----------------------- | ----------------------- | ---------------- |
| Vivian Ward              | Samantha Barks | Samantha Barks | Aimie Atkinson  | Olivia Valli            | Ellie Baker             | Amber Davies     |
| Edward Lewis             | Steve Kazee    | Andy Karl      | Danny Mac       | Adam Pascal             | Chase Wolfe             | Oliver Savile    |
| Kit De Luca              | Orfeh          | Orfeh          | Rachael Wooding | Jessica Crouch          | Rae Davenport           | Natalie Paris    |
| Happy Man / Mr. Thompson | Eric Anderson  | Eric Anderson  | Bob Harms       | Kyle Taylor Parker      | Adam Du Plessis         | Ore Oduba        |
| Philip Stuckey           | Jason Danieley | Jason Danieley | Neil McDermott  | Matthew Stocke          | Liam Searcy             | Ben Darcy        |
| James Morse              | Kingsley Leggs | Ezra Knight    | Mark Holden     | /                       | /                       | /                |
| Giulio                   | Tommy Bracco   | Tommy Bracco   | Alex Charles    | Matthew Vincent Taylor  | Joshua Kring            | Noah Harrison    |
| David Morse              | Robby Clater   | Robby Clater   | Antony Hewitt   | Alex Gibbs              | Kerry D'Jovanni         | Chomba Taulo     |

## Distributions internationales
| Personnage(s)            | Allemagne        | Italie                   | Argentine                                      | Japon                           |
| Personnage(s)            | 2018             | 2021                     | 2025                                           | 2025                            |
| ------------------------ | ---------------- | ------------------------ | ---------------------------------------------- | ------------------------------- |
| Vivian Ward              | Patricia Meeden  | Beatrice Baldaccini      | Florencia Peña                                 | Meimi Tamura / Madoka Hoshikaze |
| Edward Lewis             | Mark Seibert     | Thomas Santu             | Juan Ingaramo                                  | Yū Shirota                      |
| Kit De Luca              | Maricel          | Martina Ciabatti Mennell | Alejandra Perlusky                             | Eliana Silva / Nicole Ishida    |
| Happy Man / Mr. Thompson | Paul Kribbe      | Cristian Ruiz            | Mariano Condoluci / Walter Canella / Leo Bosio | Spi / Shoichi Fukui             |
| Philip Stuckey           | Nigel Casey      | Gabriele Foschi          | Alfredo Staffolani                             | Takuto Teranishi                |
| Giulio                   | Johnny Galeandro | Pietro Mattarelli        | Mariano Magnífico                              | /                               |
| David Morse              | Philipp Dietrich | Lorenzo Tognocchi        | Federico Llambí                                | /                               |

## Musique
La comédie musicale comporte 22 chansons, réparties en deux actes,
| - "Welcome to Hollywood" – Happy Man, Kit and Company - "Anywhere But Here" – Vivian - "Something About Her (Preamble)" – Edward - "Welcome to Hollywood (Reprise)" – Happy Man - "Something About Her" – Edward - "I Could Get Used to This" – Vivian - "Luckiest Girl in the World" – Vivian, Kit and Giulio - "Rodeo Drive" – Kit and Company - "Anywhere But Here" (Reprise) – Vivian - "On a Night like Tonight" – Mr. Thompson and Company - "Don't Forget to Dance" – Happy Man, Scarlett and Company - "Freedom" – Edward - "You're Beautiful" – Edward, Vivian and Company | - "Welcome to Our World (More Champagne)" – Stuckey, Kit and Company - "This Is My Life" – Vivian - "Never Give Up on a Dream" – Happy Man, Kit and Company - "You and I" – Edward, Alfredo, Violetta and Company - "I Can't Go Back" – Vivian - "Freedom" (Reprise) – Edward - "Long Way Home" – Vivian and Edward - "Together Forever" – Edward, Vivian, Happy Man, Kit and Company - "Oh, Pretty Woman" – rappels |

## Réception

### Accueil
Pretty Woman est globalement mal reçu par la critique. Les avis de The Guardian et Variety sont particulièrement négatifs ; les chroniqueurs trouvent la comédie musicale « désastreuse » et de « mauvais goût »,.
Parmi les défauts soulevés, le livret est un point récurrent. La presse affirme que la dynamique et l'intrigue du film original ont mal vieilli et que la comédie musicale échoue à moderniser la trame. Dans sa critique pour The New York Times, le chroniqueur Ben Brantley reproche notamment la réutilisation tel quel des dialogues du long-métrage, notant que les créateurs collent « de manière étouffante à l'histoire, aux gags et aux dialogues du film ». A l'inverse Nathalie Katinakis, du site spécialisé MusicalAvenue, estime qu'entre « [sa] mise en scène sans relief, [ses] chorégraphies souvent peu inspirées, [ses] décors simplistes et [son] absence de profondeur, le spectacle souffre malheureusement d'un manque de substance. Bien qu'il offre un bon divertissement, il échoue à saisir pleinement la magie du film original ».
La musique composée par Bryan Adams et Jim Vallance est jugée « agréable » mais « fade »,,,.
Les critiques sont plus indulgentes envers les interprètes, notamment Andy Karl et Samantha Barks ; si leurs prestations sont saluées, le consensus général affirme qu'ils sont incapables, malgré leur talent, de sauver le spectacle.

### Récompenses
| Année | Festival                     | Catégorie                              | Lauréat(e) |
| ----- | ---------------------------- | -------------------------------------- | ---------- |
| 2019  | Broadway.com Audience Awards | Favorite Leading Actor in a Musical    | Andy Karl  |
| 2019  | Broadway.com Audience Awards | Favorite Featured Actress in a Musical | Orfeh      |
| 2019  | Broadway.com Audience Awards | Favorite Diva Performance              | Orfeh      |